# Leucospis metatibialis
Leucospis metatibialis är en stekelart som beskrevs av Boucek 1974. Leucospis metatibialis ingår i släktet Leucospis och familjen Leucospidae.
Artens utbredningsområde är Bolivia. Inga underarter finns listade i Catalogue of Life.